# Сант-Жулія-де-Лорія

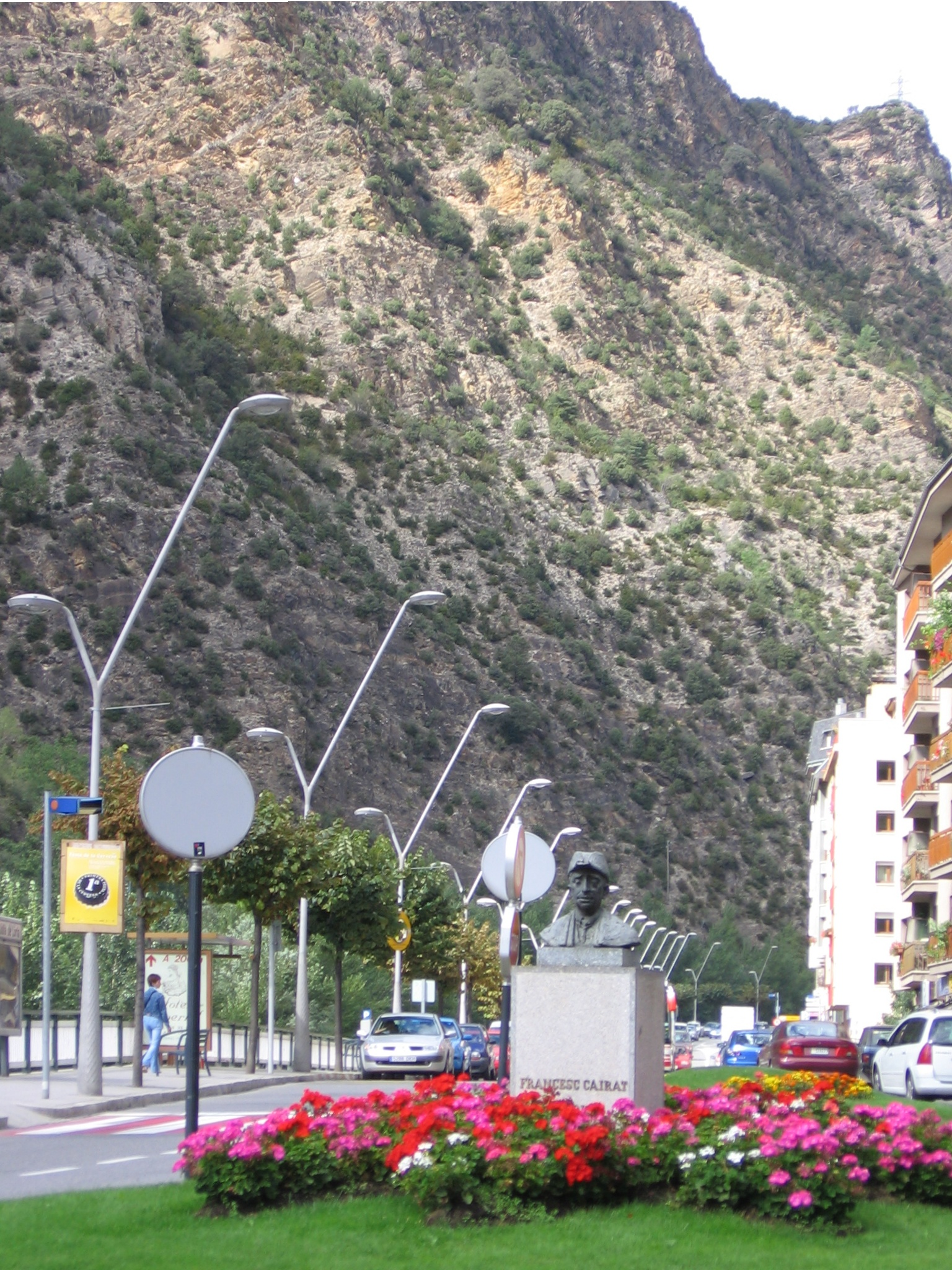
Пам'ятник Франциску Кайрату — верховному голові магістрату у 1937—1960 роках

42°28′0″ пн. ш. 1°29′32″ сх. д. / 42.46667° пн. ш. 1.49222° сх. д.
Сант-Жулія-де-Ло́рія (кат. Sant Julià de Lòria) — одна з семи громад Андорри. Розташована на півдні країни.